# Сидоров, Михаил Иванович
Михаил Иванович Сидоров — советский хозяйственный, государственный и политический деятель, доктор с.-х. наук, профессор, член-корреспондент ВАСХНИЛ.

## Биография
Родился в 1914 году в селе Ершовка. Член КПСС.
С 1939 года — на хозяйственной, общественной и политической работе. В 1939—1997 гг. — старший научный сотрудник Камышинской государственной селекционной станции, заведующий отделом земледелия Республиканской опытной станции Молдавской ССР, в рядах Красной Армии, главный агроном совхоза "Темп" Ртищевского р-на Саратовской обл, заведующий отделом земледелия Молдавской государственной селекционной станции, заведующий кафедрой общего земледелия, директор и ректор Кишинёвского сельскохозяйственного института, первый заместитель председателя Совета Министров, министр производства и заготовок с.-х. продуктов Молдавской ССР, доцент кафедры общего земледелия Кишинёвского сельскохозяйственного института, заведующий кафедрой общего земледелия, профессор-консультант Воронежского сельскохозяйственного института.
Избирался депутатом Верховного Совета Молдавской ССР 6-го созыва.
Умер в Воронеже в 1997 году.